# HD 8671
HD 8671，又名BD+42 302，SAO 37204、HR 409，是一颗恒星，视星等为5.96，位于銀經129.61，銀緯-18.96，其B1900.0坐标为赤經1h 20m 25.6s，赤緯+42° -18.96′ 20″。